# (34387) 2000 RX62
2000 RX62 (asteroide 34387) é um asteroide da cintura principal. Possui uma excentricidade de 0.06151500 e uma inclinação de 4.41952º.
Este asteroide foi descoberto no dia 2 de setembro de 2000 por LINEAR em Socorro.